# 詹·博兹多安
詹·博兹多安（Can Bozdogan，2001年4月5日—）是德國的一位足球運動員。在場上司職中場。現時被德国足球甲级联赛球隊沙尔克04外借至荷兰足球甲级联赛球隊烏德勒支。